# Aulo Larcio Prisco
Aulo Larcio Prisco (en latín: Aulus Larcius Priscus) fue un senador romano que desarrolló su carrera política a finales del siglo I y comienzos del siglo II bajo los imperios de Domiciano, Nerva y Trajano.

## Orígenes y carrera
De familia originaria de Anzio en el Latium, era hijo de Aulo Larcio Lépido, distinguido senador y militar bajo Vespasiano. Conocemos su carrera a través de dos inscripciones norteafricanas:

A:
I(ovi) O(ptimo) M(aximo) A(ulus) Larcius A(uli) f(ilius) Quir(ina) Priscus sevir{um} (equitum romanorum)

decemvir{um} stlitib(us) iudicandis

quaestor provinciae Asiae

legatus Augusti leg(ionis) IIII Scythicae 4

pro legato consulare provinc(iae) Syriae

tribunus pleb{e}i(s) praetor<

leg(atus) provinciae Hispaniae Baeticae

praefectus frumenti dandi 8

legatus Augus(ti) leg(ionis) II Aug(ustae)

legatus Aug(usti) pro pr(aetore) exercitus Africae

v(otum) s(olvit) l(ibens) // 

[---]immius Valens )(centurio) leg(ionis) III Aug(ustae)

B:A(ulo) Larcio A(uli) filio Quirina Prisco VIvir(o) equitum 

Romanor(um) Xvir(o) stlitib(us) iudicand(is) quaestor(i)

provinciae Asiae leg(ato) Aug(usti) {leg(ato)} leg(ionis) IIII Scythicae 4 

pro leg(ato) consulare (sic) provinciae Syriae trib(uno) pleb(is)

praetori praef(ecto) frumenti dandi ex s(enatus) c(onsulto) leg(ato) pro 

vinciae Baeticae Hispaniae proco(n)s(uli) provin

ciae Galliae Narbon(ensis) leg(ato) Aug(usti) leg(ionis) II Aug(ustae) leg(ato) 8

Aug(usti) pr(o) pr(aetore) exercitus provinciae Afric(ae) VIIvir(o)

epulonum co(n)s(uli) desig(nato) patrono col(oniae) d(ecreto) d(ecurionum) p(ecunia) p(ublica)

Su carrera comenzó a finales del imperio de Domiciano, como era normal para el hijo de un senador, como séviro de una turma de caballeros romanos, ya que los hijos de senadores eran miembros del ordo Equester hasta el inicio de su cursus honorum senatorial. Su primer cargo senatorial fue el de decemvir stlitibus iudicandis dentro del vigintivirato, para desempeñar el cargo de cuestor del procónsul de la provincia senatorial Asia hacia 94. En este punto su carrera se vuelve anómala, ya que en vez de ser nombrado Edil o Tribuno de la plebe y careciendo de experiencia militar porque no había servido como tribuno laticlavio de una legión, fue nombrado directamente por Nerva legatus legionis de la Legio IV Scythica en Zeugma (Turquía) en la provincia romana de Siria entre los años 97-100 y, sin tener ni siquiera rango pretorio, ocupó interinamente el cargo de gobernador de esta importantísima provincia oriental como legato pro consulare, sustituyendo a Marco Cornelio Nigrino Curiacio Materno, destituido por Nerva al adoptar a Trajano por considerarlo un rival potencial contra este último, hasta la incorporación a la provincia del nuevo gobernador Cayo Ancio Aulo Julio Cuadrato.
De vuelta a Roma, retornó el orden regular del cursus honorum y fue Tribuno de la plebe en 99, Pretor hacia 101 y Praefectus frumenti dandi en 102, encargado de las distribuciones gratuitas de cereales a los ciudadanos romanos de la Urbe; en este punto su carrera vuelve a ser anómala, ya que entre 103 y 106 fue, sucesivamente, gobernador de la provincia Bética por decisión del Senado y procónsul o gobernador de la provincia Galia Narbonense, ambas provincias senatoriales, lo que posiblemente esté relacionado con las exigencias de cargos senatoriales provocadas por las guerras dacias de Trajano.
En 107 fue nombrado legatus legionis de la Legio II Augusta con base en Isca Silurum en la relativamente tranquila provincia Britania, para ser trasladado al año siguiente al distrito militar de Numidia en la provincia África como legatus legionis de la Legio III Augusta, con campamento en Lambaesis (Argelia), puesto que ocupó hasta 109, ya que fue designado consul suffectus para 110, cargo que ocupó entre octubre y diciembre, y miembro de colegio sacerdotal de los VII viri Epulones. Antes de volver a Roma, la colonia Marciana Traiana Thamugadi (Timgad, Argelia), fundación trajana, le había nombrado su patrono.